# ريتشارد كيلين
ريتشارد كيلين (بالإنجليزية: Richard Killeen)‏ هو رسام نيوزيلندي، ولد في 1946.